# Selovec
Selovec este o localitate din comuna Dravograd, Slovenia, cu o populație de 456 de locuitori.